# آن برانجر
آن برانجر ‏ (26 ديسمبر 1925 في القاهرة - 18 يوليو 1983 في باريس) مصممة رقص من مصر.

## روابط خارجية
- آن برانجر على موقع IMDb (الإنجليزية)
- آن برانجر على موقع ألو سيني (الفرنسية)
- آن برانجر على موقع كينوبويسك (الروسية)